# Roberto Crespo Toral
Roberto Crespo Toral fue un eminente empresario, hombre de negocios, comerciante, industrial, banquero y distinguido hombre público cuencano.

## Biografía
Nació en la ciudad de Cuenca, el 29 de septiembre de 1851, siendo el hijo primogénito del Sr. Dn. Manuel Crespo Patiño (1819-1893), Alcalde de Cuenca, y de Dña. Mercedes Estévez de Toral y Sánchez de la Flor (1828-1909). Tuvo diez hermanos, entre los cuales se puede destacar al poeta laureado Remigio. Pasó su infancia en la hacienda de Quingeo, propiedad de su padre, ubicada en el valle del mismo nombre, en las cercanías de Cuenca. En 1863, a los doce años de edad, ingresó al Colegio Seminario de Cuenca, en el que recibió enseñanza secundaria, estudiando bajo la tutela del sacerdote, Dr. Vicente Cuesta. En 1869, ingresó a la naciente Universidad de Cuenca, pero pronto tuvo que interrumpir sus estudios para ayudar a sus padres y hermanos, quienes se encontraban en una precaria situación debido a la sequía en la región de las haciendas. Por ello, Roberto Crespo Toral no pudo graduarse en su carrera profesional. En 1883, fue designado Jefe Político del Cantón de Cuenca, habiéndose inaugurado durante su mandato la línea telegráfica entre Cuenca y Guayaquil.
Se casó en Cuenca, el 19 de junio de 1886, con la distinguida dama, Doña Hortensia Ordóñez Mata (1870-1955), perteneciente a una de las más acaudaladas y distinguidas familias del Azuay, pues era hija de Doña Hortensia Mata Lamota de Ordóñez. Roberto y Hortensia procrearon diecisiete hijos: Roberto, Hortensia, Francisco, Ricardo, Mercedes, Victoria, Guillermo, Nicolás, Manuel, Alberto, Regina, Luis, Cornelio (fallecido niño), Cornelio II, José Miguel, Alejandro y Vicente.

### Carrera empresarial
Hacia 1890, Roberto Crespo Toral fundó una empresa de exportaciones e importaciones en Cuenca, llamada Roberto Crespo Toral & Co., instalando un almacén en el portal de la casa de la familia Córdova Illescas y otro en la de su suegra.
A la muerte de su suegro, en 1895, Roberto y Hortensia recibieron por herencia numerosos bienes, entre los cuales la inmensa hacienda "Pirincay Grande", ubicada en el valle de Paute, cerca de Cuenca. En esta hacienda, Roberto se dedicó a la producción de aguardiente, a base de caña de azúcar, conservándola hasta 1912, año en la que la vendió a don Moisés Jerves Jaramillo, en cincuenta mil sucres pagaderos en libras esterlinas, destinando esa suma de dinero a la instalación de un aserradero en Cuenca.
Roberto Crespo Toral, con la ayuda de sus hijos mayores, encontró el terreno ideal, ubicado al lado del río Tomebamba, en el caserío "Las Tres Tiendas", comprándolo a don Ezequiel Ugalde. Por ello, importó de los Estados Unidos de América una turbina de marca "Pelton", porque su aserradero funcionaría con la fuerza hidráulica del río colindante. Todo llegó hasta Guayaquil por barco, siendo embarcado desde allí en ferrocarril y llegando hasta el fin de la vía férrea, Huigra, desde donde fue cargado hasta Cuenca por los guanderos, hombres indígenas.
El aserradero se inauguró en el mes de julio de 1912, siendo el acto presenciado por gran parte de la sociedad cuencana. Luego, Roberto decidió fusionar su aserradero con una planta generadora de electricidad, habiendo importado al efecto todo lo necesario: un generador de 37.5 kilovatios, focos, boquillas, transformadores, cables, siendo asesorados por el Ing. Carlos Cordovez Borja, de la General Electric Co. La planta alumbró algunas casas y el parque central "Abdón Calderón" de la ciudad, el 10 de agosto de 1914, a las siete de la noche, siendo el acto festejado por la familia y muchos amigos en casa de los Crespo-Ordóñez. El éxito fue inmediato, pues al año siguiente, en 1915, la Municipalidad decidió instalar una planta eléctrica en Yanuncay, surgiendo entonces la competencia entre empresas eléctricas.
En esa misma época, en 1912 y 1913, Roberto Crespo Toral participó en la fundación del primer banco existente en la ciudad, el Banco del Azuay, mentalizado por don Federico Malo Andrade. El 7 de noviembre de 1913, en la fundación e inauguración del banco, Roberto fue designado Gerente de la Institución, cargo que ejerció conjuntamente con el Sr. Octavio Vega Garrido, hasta su fallecimiento. El Directorio del Banco, decidió agradecer a Roberto de la manera siguiente: imprimiendo su fotografía en los billetes de 20 sucres, pero éste no llegó a circular, debido a la misión Kemmerer, presidida por Edwin Walter Kemmerer, que arribó al Ecuador, para modernizar el Estado y reformar su sistema bancario. 
En 1919, Roberto participó en la fundación de la Cámara de Comercio de Cuenca, siendo nombrado su primer presidente. En 1921, debido a la alta demanda para la planta eléctrica de las "Tres Tiendas", Roberto decidió instalar una nueva planta eléctrica con mayor capacidad hidráulica (esta vez de 100 Kv), que se estableció en Monay. Su hijo Roberto se encargó del financiamiento de la obra, Francisco de la parte técnica con la ayuda de Alberto, y Ricardo, Guillermo y Nicolás de lo administrativo. Desafortunadamente, Roberto no pudo ver la obra terminada, esta comenzô a funcionar en la segunda mitad del año 1923, mientras que él había fallecido el 14 de febrero de 1923, tras una vida dedica al mejoramiento y al progreso de su ciudad.

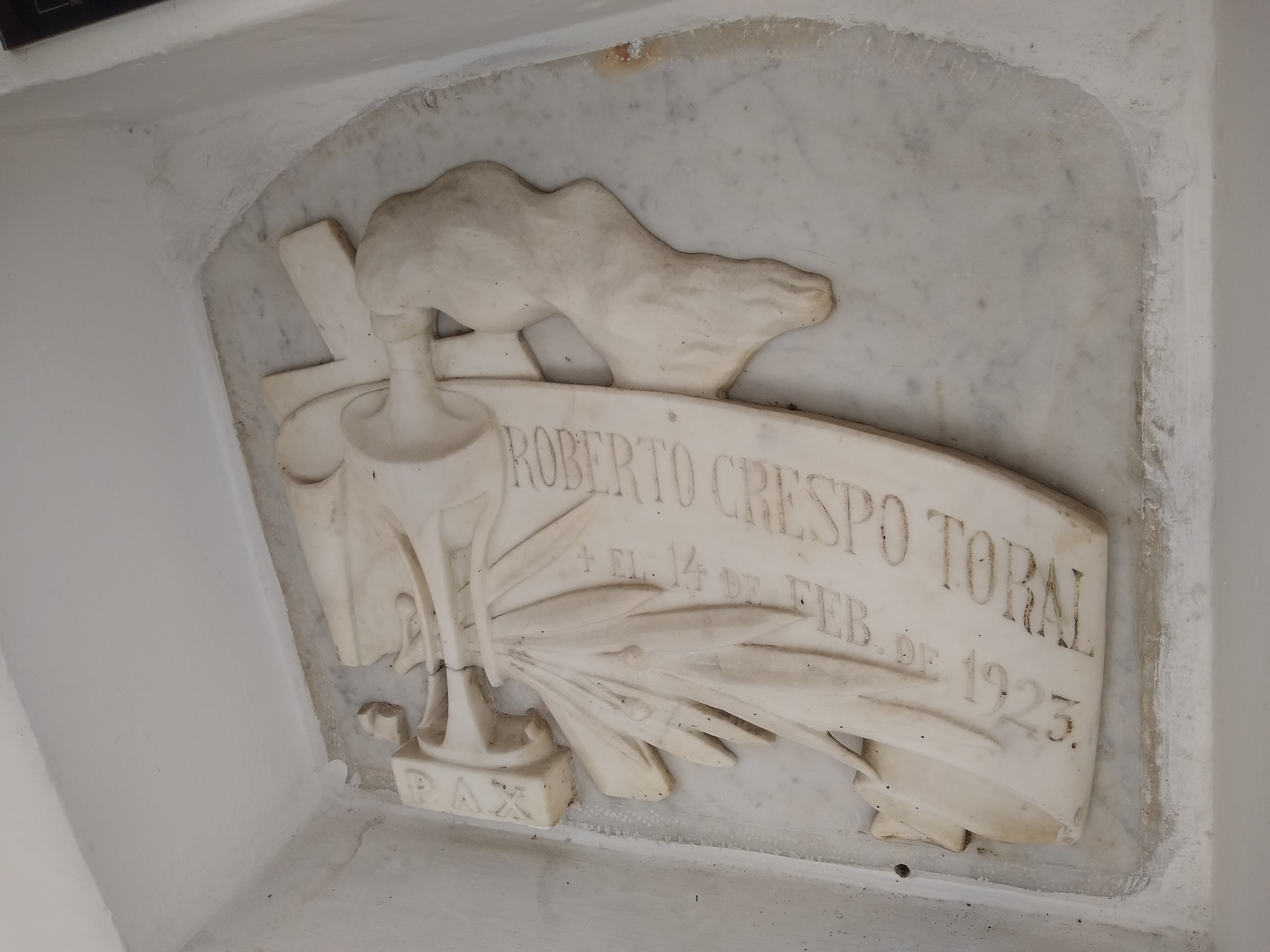
Tumba en el Cementerio Patrimonial de Cuenca